# 크림반도의 역사
크림반도는 그 지정학적 위치로 인해 다양한 민족과 국가의 지배를 받아왔으며 주변 강대국들의 의사에 좌우되어 각축장이 되어온 역사를 가지고 있다.

## 선사 시대, 고대
크림반도에 인간이 정착했다는 고고학적 증거는 중기 구석기 시대로 거슬러 올라간다. 키익-코바(Kiik-Koba) 동굴에서 발견된 네안데르탈인의 화석은 대략 8만 년 전의 것이다.
기원전 8세기부터 기원전 7세기 사이에 고대 그리스의 식민지가 되었다. 기원전 5세기에는 보스포루스 왕국의 지배를 받았으며 기원전 5세기 말에는 케르소네소스가 건설되었다.
기원전 3세기부터 기원전 2세기 사이에 스키타이 왕국의 중심지가 프리드네프로비예(드네프르강 연안 지역)에서 크림반도로 옮겨졌다. 기원전 2세기에는 스키타이인들이 그리스인들과 해안 항구를 차지하기 위해 싸웠다. 기원전 107년에는 스키타이인들이 크림반도에서 무장 반란을 일으켰지만 그리스의 미트리다테스 4세 황제에 의해 진압되었다.
기원전 1세기부터 기원후 3세기 사이에 고대 로마의 지배를 받았다. 193년까지는 보스포루스 왕국과 스키타이인들 사이에 수십 년 간의 전투가 벌어졌다. 이 전투는 사브로마트(Савромат) 2세의 승리로 끝났다. 40년대부터 크림반도에서는 무역이 번창했다.
3세기부터 고트족이 크림반도를 침공하면서 보스포루스 왕국을 점령했고 258년에는 해적들이 크림반도 연안의 도시들을 침략하면서 크림반도는 크게 파괴되었다. 269년부터 270년 사이에 로마 제국 군대가 야만인들을 도나우강으로 몰아냈다. 크림반도에 등장했던 해적선은 그리스 해안에서 침몰했다. 330년부터 비잔티움 제국의 지배를 받았지만 375년에는 훈족에 점령되기도 했다.
4세기부터 6세기 사이에 비잔티움 제국이 크림반도에서 세력을 확장하면서 봉건제 공국인 망구프(Mangup), 에스키 케르멘 등이 세워졌다. 7세기에는 하자르 카간국의 지배를 받았다.

## 중세, 근세, 근대
988년에는 키예프 루스의 블라디미르 1세 대공이 케르소네소스에서 기독교 세례를 받았다. 13세기에는 몽골 제국이 크림반도를 정복했고 1475년부터 1774년까지는 오스만 제국의 종속국인 크림 칸국의 지배를 받았다.
1783년 4월 8일에 러시아 제국의 예카테리나 2세 황제가 크림반도를 합병(러시아 제국의 크림반도 합병)하면서 러시아 제국에 편입되었다. 러시아 제국은 크림반도를 흑해 진출을 위한 거점으로 삼았다. 1853년부터 1856년 사이에는 프랑스, 영국이 러시아 제국의 지배를 받고 있던 크림반도를 침공하면서 크림 전쟁이 일어났다.

## 현대
러시아 내전 시기에는 크림 인민공화국, 타브리다 소비에트 사회주의 공화국, 크림 지방 정부, 크림 소비에트 사회주의 공화국의 지배를 받았다. 1921년에는 소련 러시아 소비에트 연방 사회주의 공화국에 크림 타타르족의 자치 공화국인 크림 소비에트 사회주의 자치 공화국이 수립되었다.
제2차 세계 대전이 진행 중이던 1944년에는 크림반도에 거주하던 크림 타타르족이 나치 독일에 협조했다는 이유로 중앙아시아 등으로 강제 이주를 당했다. 이를 계기로 크림 소비에트 사회주의 자치 공화국은 크림주로 격하되었다.
1954년 니키타 흐루쇼프 소련 공산당 서기장의 제안에 따라 페레야슬라프 조약 체결 300주년을 기념하고 러시아와 우크라이나 간의 우호를 표시하기 위한 차원에서 크림주를 우크라이나 소비에트 사회주의 공화국에 양도했다. 1991년에는 우크라이나 소비에트 사회주의 공화국의 자치 공화국인 크림 소비에트 사회주의 자치 공화국이 수립되었고 1992년에는 소련으로부터 독립한 우크라이나의 자치 공화국인 크림 자치 공화국이 수립되었다.

### 러시아의 크림반도 합병
2008년 남오세티야 전쟁의 여파로 인한 신(新)냉전의 기류가 크림반도에까지 일면서, 자칫 제2의 남오세티야가 될 우려가 높아지고 있었으며, 특히 친(親)러시아 성향이 강한 크림 자치 공화국은 친(親)서방 정책을 취하는 키예프의 우크라이나 과도 정부에 반발하였다. 또한, 2014년 3월 11일에 크림 지방 정부는 크림 공화국으로 독립을 결의했다.
2014년 3월 16일에 크림 공화국 내에서 크림반도의 러시아 귀속을 위한 주민투표가 진행된 결과, 압도적인 비율로 러시아와 다시 합병에 찬성하였다. 2014년 3월 18일 블라디미르 푸틴 러시아 대통령과 세르게이 악쇼노프 크림 공화국 총리, 블라디미르 콘스탄티노프 크림 공화국 최고회의 의장, 알렉세이 찰리 세바스토폴 시장이 러시아-크림 공화국 합병 조약에 서명하였으며, 3월 21일에는 러시아 상원이 크림반도 합병 조약 비준과 관련법 개정안을 통과시킨 데 이어 블라디미르 푸틴 러시아 대통령이 최종 서명함으로써 크림반도가 러시아의 행정 구역으로 편입되는 법적인 절차는 마무리되었다. 완전한 합병은 2015년 1월 1일에 완료되었다.
하지만 우크라이나를 비롯한 대다수 국가들은 이 합병을 불법이라고 주장하고 있다. 유엔 총회는 2014년 3월 27일 캐나다, 코스타리카, 독일, 리투아니아, 폴란드, 우크라이나의 주도로 제출된 러시아의 크림반도 합병을 승인하지 않는다는 내용을 담은 결의안(유엔 총회 결의 68/262)을 통과시켰다.

## 같이 보기
- 킴메르
- 타우리
- 케르소네소스
- 보스포로스 왕국
- 폰토스 왕국
- 크림 고트인
- 크림 타타르인
- 크림 칸국
- 하자르
- 카라임족
- 타브리다주
- 노보로시야현
- 타브리다현
- 크림 전쟁
- 크림 인민공화국
- 타브리다 소비에트 사회주의 공화국
- 크림 지방정부
- 크림 소비에트 사회주의 공화국
- 크림 자치 소비에트 사회주의 공화국
- 크림주
- 크림 자치 공화국